# 何羡
何羡（?—?），西晋陈国阳夏（今河南省太康县）人，何曾之孙，何遵的第四子。何嵩、何绥、何機之弟。
何羡担任离狐（今河南省濮阳县东南）县令。既骄傲又吝啬，陵驾于别人之上，同乡的人们憎恨他如同仇人。晋怀帝永嘉末年的大乱中，何氏家族一个不留的全部死亡。